# Carquefou
Carquefou (bretonisch: Kerc’hfaou) ist eine französische Stadt mit 20.535 Einwohnern (Stand: 1. Januar 2022) im Département Loire-Atlantique in der Region Pays de la Loire. Carquefou gehört zum Arrondissement Nantes und ist der Hauptort (chef-lieu) des Kantons Carquefou.

## Geographie
Carquefou liegt nordöstlich der Départementshauptstadt Nantes am Erdre. Das Gebiet der Gemeinde ist geprägt durch die Veränderung des Bodenreliefs während der Würmeiszeit.

### Nachbargemeinden
Umgeben ist die Gemeinde von La Chapelle-sur-Erdre im Nordwesten, Sucé-sur-Erdre im Norden, Saint-Mars-du-Désert im Nordosten, Mauves-sur-Loire im Osten, Thouaré-sur-Loire im Südosten, Sainte-Luce-sur-Loire im Süden. Im Westen und Südwesten liegt Nantes. 

## Geschichte
1123 wurde der Ort als Carcafagus und nach Bau des Châteaus 1272 als Querquefou 1272 erwähnt.

### Bevölkerungsentwicklung
- 1962: 03.287
- 1968: 03.744
- 1975: 06.239
- 1982: 09.664
- 1990: 12.877
- 1999: 15.369
- 2006: 17.898
- 2017: 19.805

## Gemeindepartnerschaften
Carquefou unterhält Partnerschaften mit folgenden Städten und Gemeinden:
- Eersel, Niederlande, seit 1988
- Alella, Katalonien, Spanien, seit 1997
- Racoviţa, Rumänien, seit 2002

## Verkehr
Durch die Gemeinde führt die Autoroute A11, die sich hier mit der Autoroute A811 und der Autoroute A821 kreuzt.

## Sehenswürdigkeiten

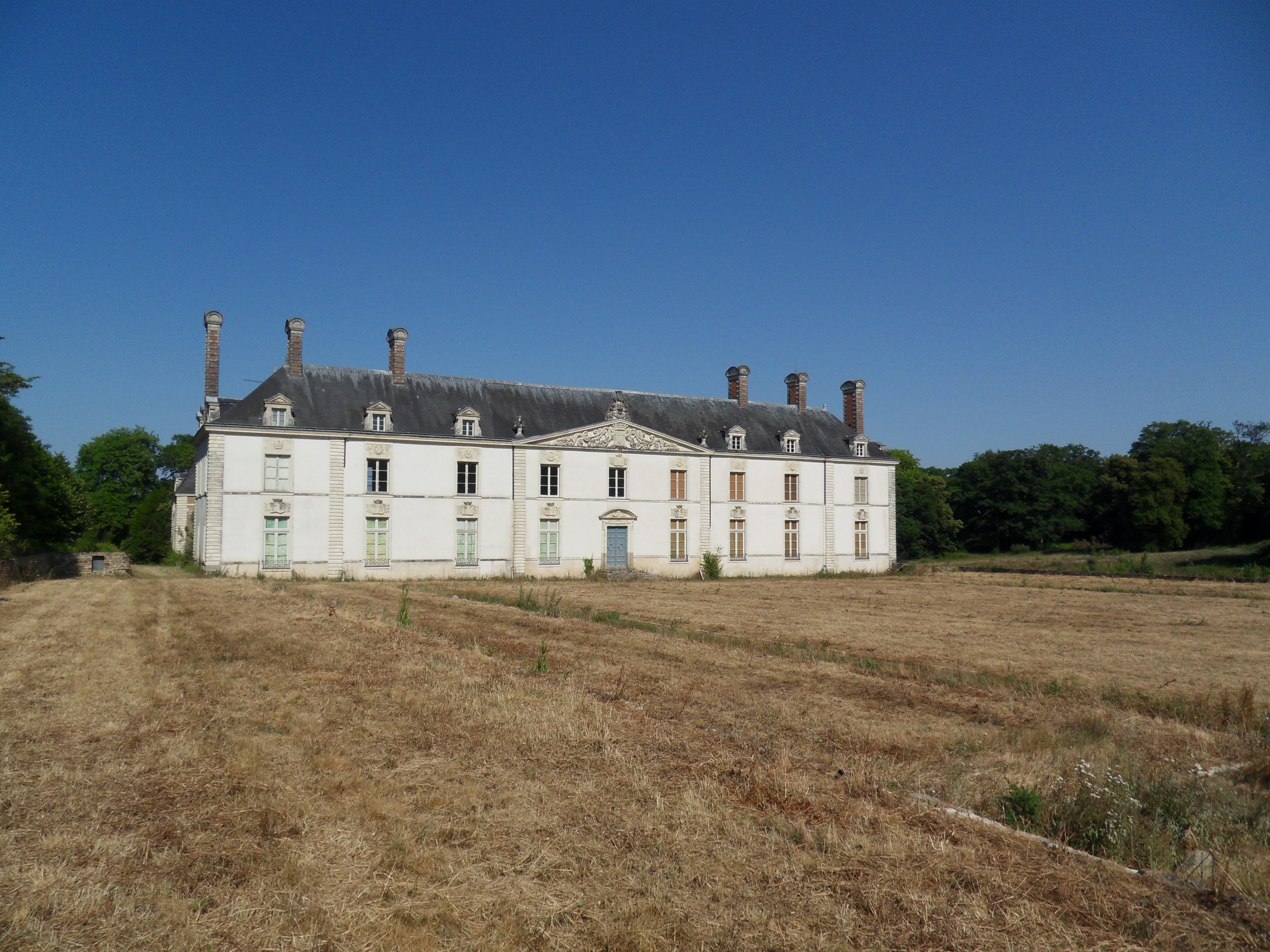
Château de la Selleraye

- Château de la Selleraye, errichtet 1671
- Château de Maubreuil, errichtet während der Französischen Revolution
- Château de la Barre, errichtet im 15. Jahrhundert
- Château de Bel-Air, errichtet im 19. Jahrhundert
- Château de la Chambre, errichtet im 16. Jahrhundert
- Château du Clouet, errichtet im 16. Jahrhundert
- Château de la Bréchetière, errichtet im 16. Jahrhundert
- Neugotische Kirche Saint-Pierre-Saint-Paul

## Persönlichkeiten
- Albert de Dion (1856–1946), Automobilpionier